# Gustav von Seyffertitz

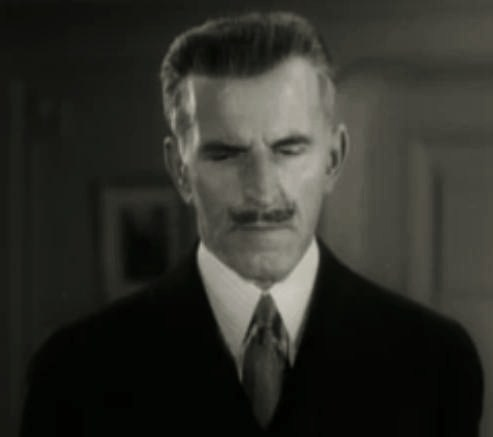
Von Seyffertitz in Mystery Liner (1934)

Gustav von Seyffertitz (4 de agosto de 1862 – 25 de diciembre de 1943) fue un actor y director teatral y cinematográfico de origen alemán, cuya carrera artística se desarrolló en Estados Unidos.

## Biografía
Nacido en Haimhausen, Baviera, su nombre completo era Gustav Carl Viktor Bodo Maria von Seyffertitz. Emigrado en 1895 a los Estados Unidos, en 1922 obtuvo la nacionalidad de su nuevo país.
Gustav von Seyffertitz debutó como director teatral en 1897 en el circuito de Broadway, en Nueva York. Ejerció hasta el año 1916, en ocasiones también como actor. Una de las obras más destacadas en las que trabajó fue The Brass Bottle, representada en 1910.
Posteriormente se desplazó a Hollywood, actuando en el cine a partir de 1917, participando, entre otras películas, en The Little Princess, de Marshall Neilan y protagonizada por Mary Pickford. Contribuyó, hasta el año 1939, en más de un centenar de producciones americanas, una gran parte mudas y alrededor de cincuenta sonoras. 
Entre sus otras películas, destacan The Mysterious Lady (de Fred Niblo, 1928, con Greta Garbo), The Canary Murder Case (de Malcolm St. Clair y Frank Tuttle, 1929, con William Powell y Louise Brooks), Dishonored (de Josef von Sternberg, 1931, con Marlene Dietrich), y María Antonieta (de W. S. Van Dyke, 1938, con Norma Shearer). Además, participó en cuatro filmes mudos de Cecil B. DeMille en 1917 y 1918, uno de ellos Old Wives for New (1918, con Elliott Dexter y Florence Vidor).
Como director, Gustav von Seyffertitz realizó cuatro cintas mudas, la primera de ellas The Secret Garden (1919), con Lila Lee. Las otras tres, estrenadas en 1921, fueron protagonizadas por Alice Calhoun.
Gustav von Seyffertitz falleció en Los Ángeles, California, a los 81 años de edad. Fue enterrado en el Cementerio Forest Lawn Memorial Park, en Glendale (California).

## Teatro (selección)
- 1907: The Silver Girl, de Edward Peple (director).
- 1908: The Jesters, de Miguel Zamacoïs, adaptación de John Raphael, con Maude Adams (actor).
- 1909: The Flag Lieutenant, de W. P. Drury y Leo Trevor, con Richard Garrick y Lumsden Hare (director).
- 1910: The Brass Bottle, de F. Anstey, con Richard Bennett (director).
- 1911: Little Miss Fix-It, de Nora Bayes y Jack Norworth (director).
- 1912: Elevating a Husband, de Clara Lipman y Samuel Shipman, con Charles Halton, Edward Everett Horton y Conway Tearle (director).
- 1912-1913: The Argyle Case, de Harriet Ford, Harvey J. O'Higgins y William J. Burns (director junto a Robert Hilliard).
- 1914: Dora, de Victorien Sardou, con Blanche Bates y Marie Doro (actor y director).
- 1916: Mister Antonio, de Booth Tarkington, con Otis Skinner (director).

## Filmografía

### Actor (selección)

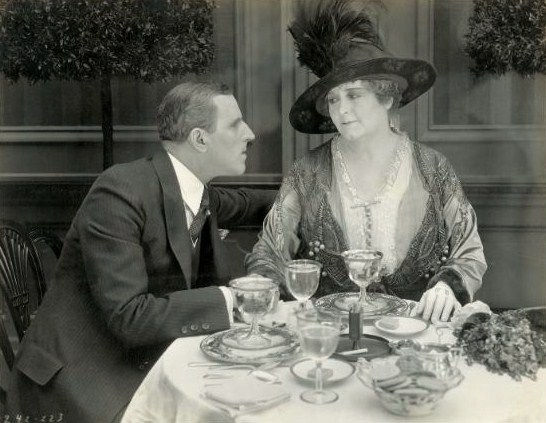
Con Sylvia Ashton en Old Wives for New (1918).

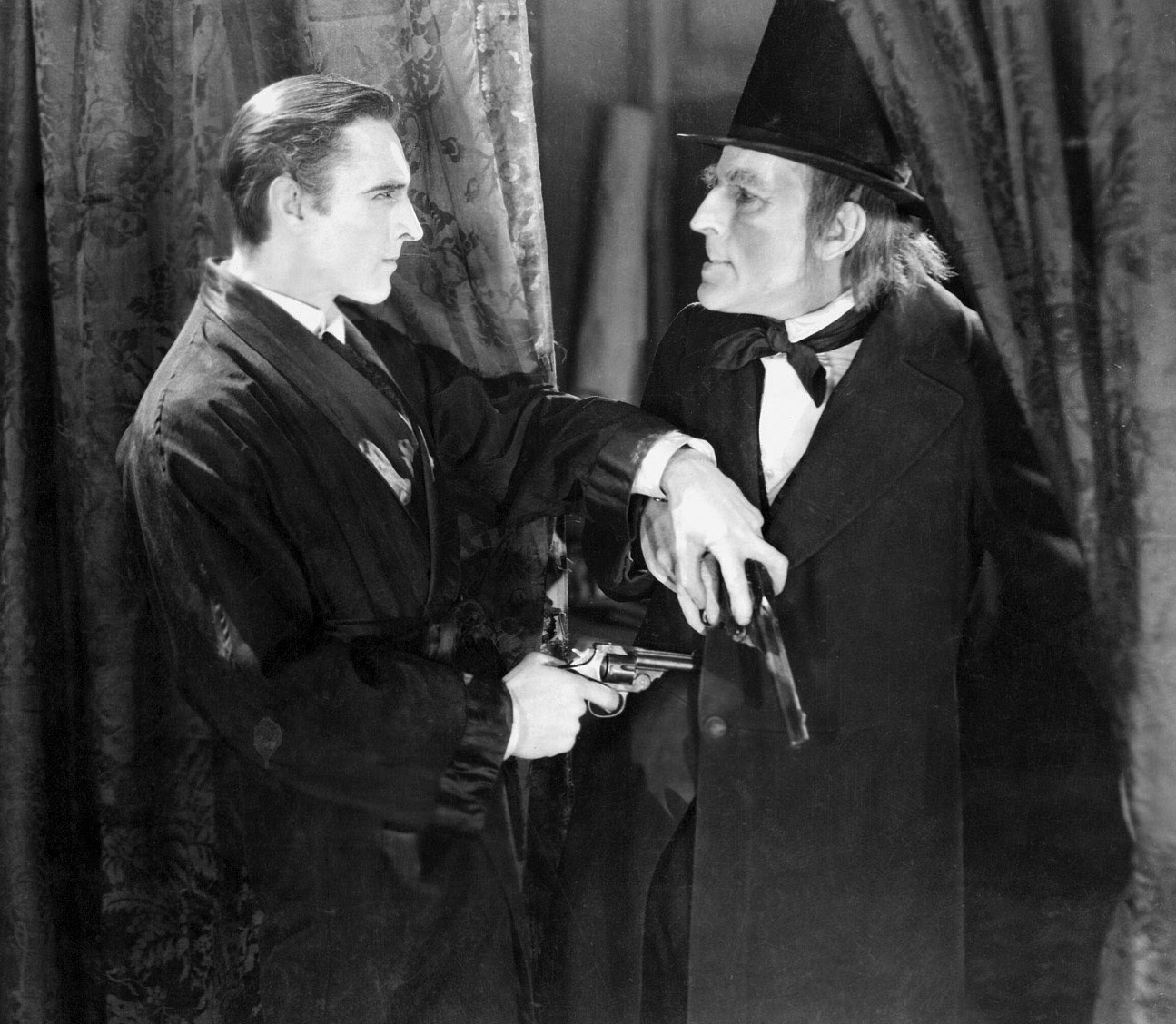
Con John Barrymore (izq.) en Sherlock Holmes (1922)

- 1917: The Devil-Stone, de Cecil B. DeMille.
- 1917: The Little Princess, de Marshall Neilan.
- 1917: The Countess Charming, de Donald Crisp.
- 1918: Stella Maris, de Marshall Neilan.
- 1918: The Whispering Chorus, de Cecil B. DeMille.
- 1918: His Majesty, Bunker Bean, de William Desmond Taylor.
- 1918: Rimrock Jones, de Donald Crisp.
- 1918: Old Wives for New, de Cecil B. DeMille
- 1918: To Hell with the Kaiser !, de George Irving.
- 1918: The Widow's Might, de William C. de Mille.
- 1918: The Hidden Pearls, de George Melford.
- 1918: Till I Come Back to You, de Cecil B. DeMille
- 1919: The Dark Star, de Allan Dwan.
- 1920: Slaves of Pride, de George Terwilliger.
- 1922: Sherlock Holmes, de Albert Parker.
- 1922: When Knighthood Was in Flower, de Robert G. Vignola
- 1922: The Face in the Fog, de Alan Crosland.
- 1923: Unseeing Eyes, de Edward H. Griffith.
- 1923: Under the Red Robe, de Alan Crosland.
- 1924: Yolanda, de Robert G. Vignola.
- 1925: The Goose Woman, de Clarence Brown.
- 1925: A Regular Fellow, de A. Edward Sutherland.
- 1926: The Bells, de James Young.
- 1926: Don Juan, de Alan Crosland.
- 1926: The Danger Girl, de Edward Dillon.
- 1926: Red Dice, de William K. Howard.
- 1926: Diplomacy, de Marshall Neilan.
- 1926: Sparrows, de William Beaudine y Tom McNamara.
- 1926: The Lone Wolf Returns, de Ralph Ince.
- 1926: Unknown Treasures, de Archie Mayo.
- 1926: Private  Izzy Murphy, de Lloyd Bacon.
- 1926: Going Crooked, de George Melford.
- 1927: Barbed Wire, de Rowland V. Lee y Mauritz Stiller.
- 1927: The Gaucho, de F. Richard Jones.
- 1927: The Price of Honor, de Edward H. Griffith
- 1927: The Magic Flame, de Henry King.
- 1927: The Student Prince in Old Heidelberg, de Ernst Lubitsch y John M. Stahl
- 1927: Rose of the Golden West, de George Fitzmaurice.
- 1928: The Little Shepherd of Kingdom Come, de Alfred Santell.
- 1928: Vamping Venus, de Edward F. Cline
- 1928: The Docks of New York, de Josef von Sternberg.
- 1928: Yellow Lily, de Alexander Korda.
- 1928: The Mysterious Lady, de Fred Niblo.
- 1928: The Red Mark, de James Cruze.
- 1928: The Woman Disputed, de Henry King y Sam Taylor.
- 1928: Me, Gangster, de Raoul Walsh.
- 1929: The Canary Murder Case, de Malcolm St. Clair y Frank Tuttle.
- 1929: The Case of Lena Smith, de Josef von Sternberg.
- 1929: His Glorious Night, de Lionel Barrymore.
- 1929: Seven Faces, de Berthold Viertel.
- 1929: Chasing Through Europe, de David Butler y Alfred L. Werker
- 1930: Dangerous Paradise, de William A. Wellman
- 1930: The Bat Whispers, de Roland West.
- 1930: The Case of Sergeant Grischa, de Herbert Brenon.
- 1931: Un gran reportaje, de Lewis Milestone.
- 1931: Dishonored, de Josef von Sternberg.
- 1931: Safe in Hell, de William A. Wellman
- 1932: The Roadhouse Murder, de J. Walter Ruben
- 1932: The Shanghai Express, de Josef von Sternberg
- 1932: Almost Married, de William Cameron Menzies
- 1932: Afraid to Talk, de Edward L. Cahn
- 1932: Rasputín y la zarina, de Richard Boleslawski y Charles Brabin.
- 1932: Penguin Pool Murder, de George Archainbaud.
- 1933: When Strangers Marry, de Clarence G. Badger
- 1933: La reina Cristina de Suecia, de Rouben Mamoulian.
- 1934: Mystery Liner, de William Nigh.
- 1934: Change of Heart, de John G. Blystone
- 1934: Murder on the Blackboard, de George Archainbaud.
- 1934: The Moonstone, de Reginald Barker.
- 1935: She, de Lansing C. Holden y Irving Pichel.
- 1935: Remember Last Night ?, de James Whale.
- 1936: El secreto de vivir, de Frank Capra.
- 1936: Mad Holiday, de George B. Seitz.
- 1937: In Old Chicago, de Henry King.
- 1938: Paradise for Three, de Edward Buzzell.
- 1938: Swiss Miss, de John G. Blystone.
- 1938: María Antonieta, de W. S. Van Dyke
- 1938: Cipher Bureau, de Charles Lamont.
- 1939: Son of Frankenstein, de Rowland V. Lee
- 1939: The Mad Empress, de Miguel Contreras Torres.
- 1939: Nurse Edith Cavell, de Herbert Wilcox.

### Director (íntegro)
- 1919: The Secret Garden
- 1921: Princess Jones
- 1921: Closed Doors
- 1921: Peggy Puts It Over